# Divisió d'Azamgarh
La divisió d'Azamgarh és una de les 18 unitats geogràfiques administratives (és a dir, divisió) del nord de l'Índian estat d'Uttar Pradesh. Es va formar el 15 de novembre de 1994 després de separar-se de la divisió de Gorakhpur i la divisió de Varanasi, amb la ciutat d'Azamgarh com a seu de la divisió.
La capital és Azamgarh. Està formada per tres districtes:
- Districte d'Azamgarh
- Districte de Ballia
- Districte de Mau